# Banda (heráldica)

Banda heráldica em um escudo.

É chamado de banda a honraria heráldica em forma de faixa que atravessa todo o escudo do canto superior direito para o canto inferior esquerdo, no ponto de vista do portador do escudo. É sempre de cor, metal ou esmalte, diferente do campo. Quando reduzidas a um terço de seu tamanho normal, é chamado de trades.
A banda representa o cinto onde se pendia a espada dos cavaleiros antigos, e era dada em honra ao cavaleiro que distinguia-se nas Cruzadas.
Como um atributo heráldico, a banda tem diferentes qualificações: bordado, celosia, carregado, contra apuros e pomposo.